# Stora synagogan i Jelgava
Stora synagogan i Jelgava (lettiska: Jelgavas lielā sinagoga) var en synagoga i Jelgava.
Synagogan färdigställdes under 1860-talet och ritades av Otto Dietze. Den förstördes under Nazitysklands ockupation av Lettland.